# 씨앤투스
씨앤투스(CNTUS Co.,Ltd)는 대한민국의 에어필터 기업이다. 씨앤투스성진에서 현재의 사명으로 변경하였다. 본사는 서울특별시 강남구 도산대로50길 21 (논현동)에 위치해 있으며 대표이사는 하춘욱이다.

## 역사
2003년 5월 '씨앤투스'라는 이름으로 설립되었다가 2015년 3월 '성진'을 인수합병하면서 사명을 현재의 '씨앤투스성진'으로 변경했다가 2022년에 다시 현재 사명으로 변경하였다.

## 상장
2021년 1월 28일에 주관사를 미래에셋대우으로 공모가 32,000원에 코스닥 시장에 상장하였다.

## 같이 보기
- 크린앤사이언스
- 레몬 (기업)
- 케이엠
- 한독크린텍
- 웰크론

## 참고문헌
1. ↑  파워인터뷰 화제人 하춘욱 씨앤투스 대표 “글로벌 씨앤투스로 성장하는 원년”, 머니투데이, 2023-02-28
2. ↑  김덕수, 씨앤투스성진, ‘씨앤투스’로 사명 변경, 한국건설신문, 2022.11.28
3. ↑  이상원, '초심'으로 돌아간다, 창사 20주년 앞두고 '사명변경', 더벨, 2022-11-15